# Teplitzer FK
Teplitzer FK (celým názvem: Teplitzer Fußball-Klub 1903) byl československý fotbalový klub z období 1. republiky ze severočeského města Teplice. Jednalo se o sportovní organizaci německé menšiny v Teplicích. Vznikl roku 1903, zanikl v roce 1939. Byl prvním československým klubem, který si zahrál v Americe, a to roku 1922.
Fotbalové počátky patřily ve městě v roce 1900 německému klubu DFC Teplitz. Později tu vznikly kluby další, VfB Teplitz hrající v Proseticích a zejména roku 1903 založenému Teplitzer FK 03, později užívající jméno Teplitzer FK. Poslední z této trojice se zapojil i do nejvyšších fotbalových soutěží.
Severočeské město Teplice bylo součástí Sudet a také zde převažovali obyvatelé a hráči německé národnosti. Tým přestoupil do německých fotbalových soutěží a na začátku druhé světové války zanikl úplně, tak jako ostatní menší fotbalové kluby města. Zbývající hráči byli odsunuti v roce 1945 do Německa. Po válce v Teplicích vznikl tým zcela nový, dnešní FK Teplice, který využil i jeho hřiště U drožďárny a dodnes se k původnímu klubu hlásí i podobou klubového znaku.

## Umístění v soutěžích
V druhé fotbalové lize byl v roce 1925 a poté 1928/1929. V první fotbalové lize působil v letech 1929 až 1936, tedy plných sedm let. Nejhůře skončil na 12 místě (sestup roku 1936), nejlépe roku 1934, kdy byl čtvrtý. Během těchto sedmi let sehrál 128 zápasů, z nichž 42 bylo vítězných, získal 107 bodů a v historických tabulkách Československé ligy zaujímá 33 místo. Klub se také kvalifikoval do tehdy slavného Středoevropského poháru.

### Podrobněji rok za rokem
Stručný přehled
Zdroj: 
- 1929–1934: 1. asociační liga
- 1934–1936: Státní liga
- 1936–1938: Německá divize
- 1938–1939: Gauliga Sudetenland

Jednotlivé ročníky
Zdroj: 
Legenda: Z - zápasy, V - výhry, R - remízy, P - porážky, VG - vstřelené góly, OG - obdržené góly, +/- - rozdíl skóre, B - body, červené podbarvení - sestup, zelené podbarvení - postup, fialové podbarvení - reorganizace, změna skupiny či soutěže
| Československo (1929 – 1938)     |                     |        |                                      |                                      |                                      |                                      |                                      |                                      |                                      |                                      |                                      |
| Sezóny                           | Liga                | Úroveň | Z                                    | V                                    | R                                    | P                                    | VG                                   | OG                                   | +/-                                  | B                                    | Pozice                               |
| 1929/30                          | 1. asociační liga   | 1      | 14                                   | 7                                    | 0                                    | 7                                    | 36                                   | 37                                   | -1                                   | 14                                   | 5.                                   |
| 1930/31                          | 1. asociační liga   | 1      | 14                                   | 3                                    | 2                                    | 9                                    | 36                                   | 53                                   | -17                                  | 8                                    | 7.                                   |
| 1931/32                          | 1. asociační liga   | 1      | 16                                   | 5                                    | 5                                    | 6                                    | 34                                   | 40                                   | -6                                   | 15                                   | 6.                                   |
| 1932/33                          | 1. asociační liga   | 1      | 18                                   | 7                                    | 3                                    | 8                                    | 39                                   | 38                                   | +1                                   | 17                                   | 8.                                   |
| 1933/34                          | 1. asociační liga   | 1      | 18                                   | 6                                    | 6                                    | 6                                    | 33                                   | 27                                   | +6                                   | 18                                   | 4.                                   |
| 1934/35                          | Státní liga         | 1      | 22                                   | 7                                    | 3                                    | 12                                   | 35                                   | 50                                   | -15                                  | 17                                   | 8.                                   |
| 1935/36                          | Státní liga         | 1      | 26                                   | 7                                    | 4                                    | 15                                   | 49                                   | 65                                   | -18                                  | 18                                   | 12.                                  |
| 1936/37                          | Německá divize      | 2      | ...                                  | ...                                  | ...                                  | ...                                  | ...                                  | ...                                  | ...                                  | ...                                  | 2.                                   |
| 1937/38                          | Německá divize      | 2      | ...                                  | ...                                  | ...                                  | ...                                  | ...                                  | ...                                  | ...                                  | ...                                  | 1.                                   |
| Nacistické Německo (1938 – 1939) |                     |        |                                      |                                      |                                      |                                      |                                      |                                      |                                      |                                      |                                      |
| Sezóny                           | Liga                | Úroveň | Z                                    | V                                    | R                                    | P                                    | VG                                   | OG                                   | +/-                                  | B                                    | Pozice                               |
| 1938/39                          | Gauliga Sudetenland | 1      | Finále (prohra 0:4 s Warnsdorfer FK) | Finále (prohra 0:4 s Warnsdorfer FK) | Finále (prohra 0:4 s Warnsdorfer FK) | Finále (prohra 0:4 s Warnsdorfer FK) | Finále (prohra 0:4 s Warnsdorfer FK) | Finále (prohra 0:4 s Warnsdorfer FK) | Finále (prohra 0:4 s Warnsdorfer FK) | Finále (prohra 0:4 s Warnsdorfer FK) | Finále (prohra 0:4 s Warnsdorfer FK) |

### Přehled výsledků v evropských pohárech
| Sezóna | Soutěž                            | Soupeř         | 1. zápas | 2. zápas | Celkem |
| ------ | --------------------------------- | -------------- | -------- | -------- | ------ |
| 1934   | Středoevropský pohár (osmifinále) | Juventus Turín | 2:4      | 0:1      | 2:5    |

V roce 1934 klub hrál Středoevropský pohár, skončil v základní skupině, když prohrál oba zápasy s klubem Juventus FC.

## Mezinárodní zápasy
V roce 1922 se klub vydal na turné do Jižní Ameriky, když využil odmítnutí tehdejšího FK Austria Wien, který byl pozván, ale nemohl se zúčastnit kvůli pracovnímu zaneprázdnění svých fotbalistů. Během čtyř měsíců tam klub sehrál více než 10 zápasů s více či méně známými kluby. Mezi vrcholy turné patřily následující zápasy:
| Datum     | Místo        | Soupeř                             | Skóre |
| --------- | ------------ | ---------------------------------- | ----- |
| 13. srpna | Buenos Aires | Argentinská fotbalová reprezentace | 1:1   |
| 10. září  | Montevideo   | CA Peñarol                         | 0:1   |
| 1. října  | São Paulo    | SC Corinthians Paulista            | 3:1   |

## Reprezentanti
V řadách tohoto týmu byla celá řada hráčů, kteří si nejednou zahráli za reprezentaci ČSR. Několik z nich bylo české národnosti, většina německé.
- Štefan Čambal (1908-1990), záložník a útočník, za Teplice hrál 1929-1931, v čs.reprezentaci sehrál 21 zápasů
- Gejza Kocsis, do Teplic přišel z Prahy roku 1933 a byl tehdejším králem střelců
- Karel Koželuh, * 1895 †1950, později i tenisový reprezentant, s klubem byl na zájezdu v Americe, hlavně hrál za Spartu Praha
- Rudolf Krčil,*1906 †1981, záložník, později slavný hráč Slávie Praha
- Čestmír Patzel *1910, brankář, člen stříbrného reprezentačního týmu na MS 1934.
- Arnošt Kreuz * 1912, útočník, za ČSR 3x r.1931, z Teplic šel hrát do Sparty Praha
- Josef Zosel * 1907, útočník, za ČSR 3x r.1932, v Teplitzer byl nejlepším střelcem historie
- Wilhelm Náhlovský *1910, obránce za ČSR 2x r.1934
- Tomáš Porubský *1914 † 1973, záložník za ČSR 1x roku 1937
- Václav Svatoň * 1915 † 1982, záložník za ČSR 1x roku 1937, z Teplic odešel do Kladna[6]
- Reiner Kugler * 1911, útočník, za ČSR 1x 1938
- Rudolf Schäffer , za ČSR 1x r.1938, později hrál v Spartě Praha

## Klubový znak a dres
- V kulatém znaku je nápis FKT 1903
- Dresy měl tým v kombinaci bílé a modré barvy.